# Vanamõisa (Emmaste)
Vanamõisa – wieś w Estonii, w prowincji Hiuma, w gminie Emmaste.